# Sohlhöhe
Die Sohlhöhe ist ein 536 m ü. NHN hoher Berg im Spessart im bayerischen Landkreis Main-Spessart.

## Beschreibung
Die Sohlhöhe liegt zwischen den Orten Sackenbach und Langenprozelten. Auf ihrem Gipfel befindet sich auf der Gemarkung von Neuendorf das Oberbecken des Pumpspeicherkraftwerkes Langenprozelten. Die Sohlhöhe bietet Aussicht nach Norden auf die Höhen des Nordspessarts bis zur Rhön. An der Nordseite des Oberbeckens wurde daher eine Aussichtsplattform mit Panoramatafel und Gipfelkreuz eingerichtet. Im Norden wird die Sohlhöhe durch das Tal des Sindersbaches, im Westen durch das des Lehngrundbaches und im Südosten durch das des Mains begrenzt. Im Osten schließt flach der Köhlersberg (459 m) an. An ihren Südhängen entspringt der Sackenbach. 

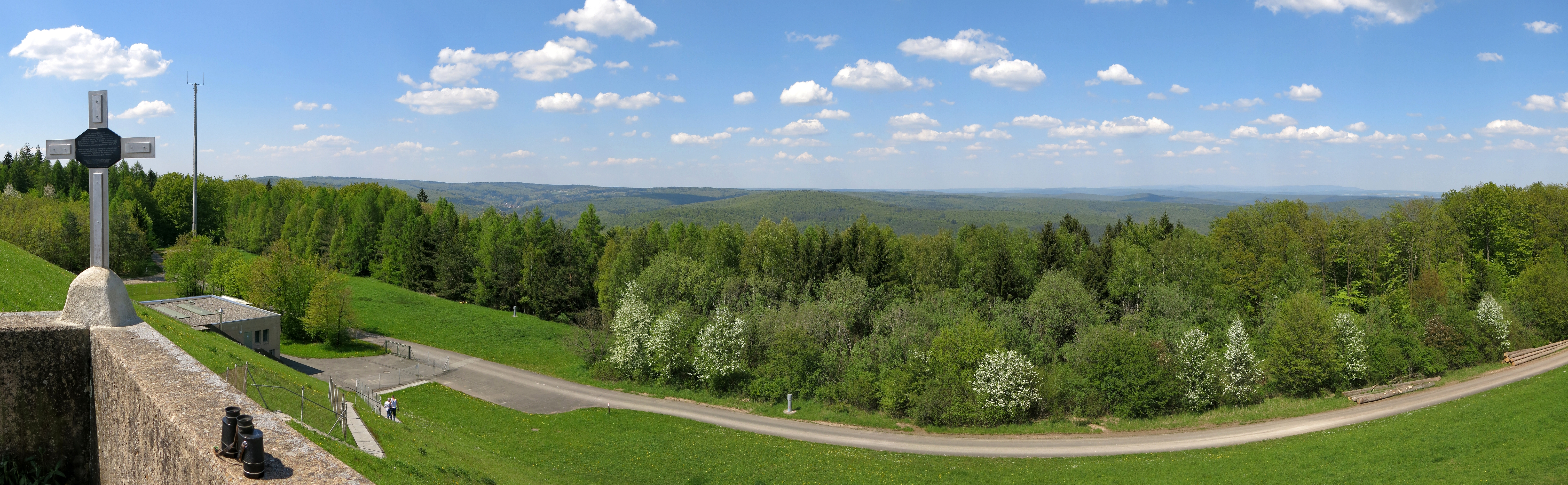
Ausblick von der Sohlhöhe nach Norden